# Into the Blue
 Into the Blue és una pel·lícula estatunidenca dirigida per John Stockwell, estrenada el 2005.

## Argument
Instal·lat a les Bahames, Jared somia trobar unes restes però li falten diners per realitzar el seu projecte. La seva promesa, Sam, el consola esperant dies millors. Desembarca llavors Bryce, un vell amic de Jared, acompanyat d'una rossa escultural que ha conegut el dia abans. Advocat deshonest, Bryce els convida a una vil·la posada a la seva disposició per un dels seus clients. En una immersió, els quatre amics descobreixen el que podrien ser unes restes. Però just al costat es troba una carcassa d'avió amb un carregament de droga que atraurà moltes cobdícies...
Els quatre fan un pacte: de moment no revelaran a ningú la descoberta per evitar que l'arribada d'altres persones pugui atreure també els caçadors d'or i que saquegin el vaixell abans que ells puguin inspeccionar-lo. En canvi no saben que a la recerca del carregament de droga allà hi ha una banda de criminals privats d'escrúpols, disposada a recuperar sigui com sigui  la càrrega  perduda.

## Crítica
La pel·lícula ha rebut durant l'edició dels Razzie Awards 2005 una nominació com Pitjor actriu per Jessica Alba.

## Seqüela
El 2009 ha estat realitzada una seqüela titulada Into the Blue 2: The Reef protagonitzada per Chris Carmack i Laura Vandervoort, distribuïda  directament en DVD a començaments del 2010.

## Repartiment
- Paul Walker: Jared Cole
- Jessica Alba: Sam
- Scott Caan: Bryce
- Ashley Scott: Amanda
- Josh Brolin: Bates
- James Frain: Reyes
- Tyson Beckford: Primo
- Dwayne Adway: Roy
- Javon Frazer: Danny
- Chris Taloa: Quinn
- Peter R.V. Bowleg Jr.: Jake
- Clifford McIntosh: Kash